# Stringimi forte i polsi/Da chi
Stringimi forte i polsi/Da chi è il 51º singolo di Mina, pubblicato il 13 ottobre del 1962 su vinile a 45 giri dall'etichetta Italdisc, che anticipa l'album Renato di fine anno.

## Il disco
Copertina ufficiale: fronte e retro.
Entrambe le canzoni sono presenti nell'album Renato del 1962 e nella raccolta su CD Ritratto: I singoli Vol. 2 del 2010.

## Stringimi forte i polsi
Sigla finale (in cui Mina non compare) della trasmissione televisiva Canzonissima 1962, condotta da Franca Rame e Dario Fo. Gigi Cichellero è il direttore d'orchestra e musicale della trasmissione, come tale, autore della musica del pezzo, in realtà composta dal solo Fiorenzo Carpi con l'arrangiamento di Tony De Vita.
Nella prima puntata di Canzonissima 1968 (28 settembre), Mina unirà un brevissimo frammento della canzone ad un pezzetto di un'altra sigla finale, Due note da Canzonissima 1960; la sequenza filmata ottenuta è presente sul DVD Gli anni Rai 1967-1968 Vol. 5, nel cofanetto monografico di 10 volumi pubblicato da Rai Trade e GSU nel 2008.
Sarà utilizzata anche in un carosello pubblicitario per l'Industria Italiana della Birra girato alla fine del 1962.

## Da chi
In questa cover del brano spagnolo Y de ahí, scritto da Rafael Smolarchik "Rafaelmo" e musicato da Miguel Gustavo, la cantante è accompagnata da Tony De Vita con la sua orchestra.
Mina incide anche la versione originale nell'EP Y de hai/Chihuahua/Que no que no/El globito (Discophon 27.144) dello stesso anno, inserito nella discografia spagnola e successivamente in quella italiana nelle raccolte Mina canta in spagnolo (1995) e Mina latina due (1999).

## Tracce
Lato A
1. Stringimi forte i polsi – 2:34 (testo: Leo Chiosso, Dario Fo – musica: Fiorenzo Carpi; edizioni musicali Ritmi e canzoni)

Lato B
1. Da chi (Y de ahí) – 1:53 (testo: Giorgio Calabrese – musica: Miguel Gustavo; edizioni musicali Curci)